# Rehlingen-Siersburg
Rehlingen-Siersburg är en kommun i Landkreis Saarlouis i förbundslandet Saarland i Tyskland.
De tidigare kommunerna Biringen, Eimersdorf, Fremersdorf, Fürweiler, Gerlfangen, Hemmersdorf, Niedaltdorf, Oberesch, Rehlingen och Siersburg uppgick i den nya kommunen Rehlingen 1 januari 1974. Namnet ändrades 1 januari 1987 till det nuvarande.